# St. Anna (Hangelar)

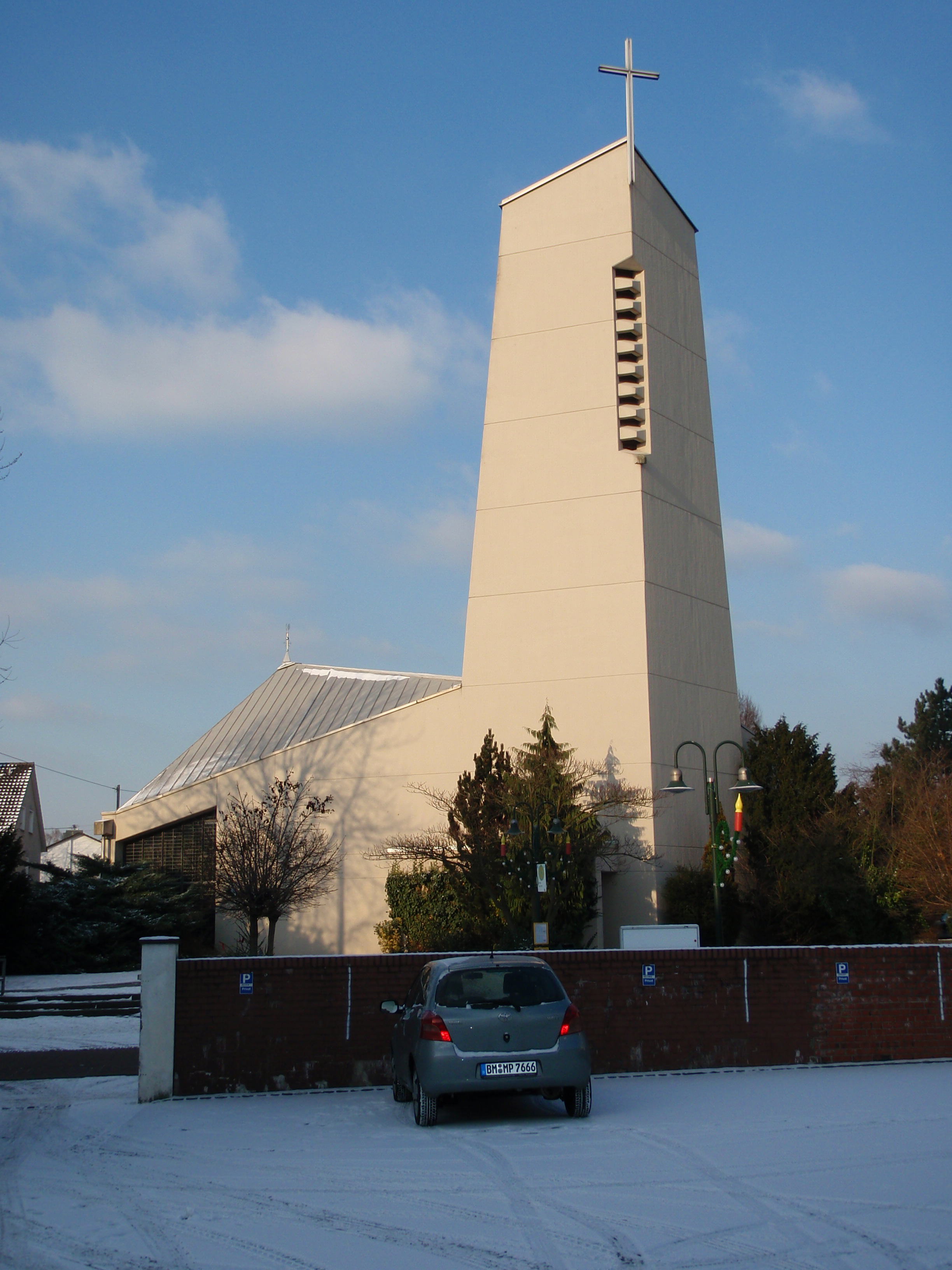
Kirchturm Sankt Anna, Sankt Augustin-Hangelar (2009)

Sankt Anna ist eine römisch-katholische Pfarrkirche im Sankt Augustiner Stadtteil Hangelar (Rhein-Sieg-Kreis) in Nordrhein-Westfalen. Sie gehört zum katholischen Seelsorgebereich Sankt Augustin im Kreisdekanat Rhein-Sieg-Kreis des Erzbistums Köln. Der heutige Kirchbau wurde 1972 geweiht.

## Geschichte
Lange Zeit gehörte Hangelar zur Pfarrei St. Peter in Vilich. 1743 wurde die erste Kapelle in dem Ort gebaut, die bereits der heiligen Anna geweiht war. 1791 wurde sie abgerissen und durch eine größere Kapelle ersetzt. Aufgrund des Bevölkerungswachstums im 19. Jahrhundert war auch diese zu klein geworden, sodass 1898 die erste Pfarrkirche St. Anna in Hangelar im neugotischen Stil gebaut wurde. Die Kirchengemeinde St. Anna wurde 1911 zur selbstständigen Pfarrei. Im Zweiten Weltkrieg wurde die Kirche schwer beschädigt und danach instand gesetzt. Allerdings war schon damals abzusehen, dass auch diese Kirche bei der weiter wachsenden Bevölkerung zu klein werden würde. 1970 begann man mit dem Bau der heutigen Pfarrkirche, die nach Plänen des Architekten Peter Rieck entstand. Nach ihrer Fertigstellung 1972 hat man die alte Kirche, die sich direkt neben der heutigen befand, abgerissen.

## Ausstattung
Einige Gegenstände aus der alten Pfarrkirche wurden in die neue integriert, darunter eine spätgotische Anna-selbdritt-Gruppe aus Italien mit neugotischem Gehäuse, ein neugotischer Taufstein mit Messinghaube, der mit Figuren geschmückte Mittelteil des ehemaligen Hochaltares, von einem Bürger gestiftete Reliquien von St. Anna und Joachim und ein im östlichen Eingangsbereich angebrachtes Holzkreuz mit der Reliefdarstellung der Leidenswerkzeuge Christi. Diese Ausstattungsgegenstände sind als bewegliche Denkmäler geschützt.

### Glocken
Vom Turm der Kirche erklingt das Motiv „Gloria“. Die drei Glocken stammen alle aus den 1970er Jahren und wurden von der Firma Petit & Gebr. Edelbrock aus Gescher in Bronze gegossen.
| Nr. | Name    | Durchmesser (mm) | Masse (kg) | Schlagton (HT-1/16) | Gussjahr | Inschrift       |
| I   | Petrus  | 1155             | 1000       | f′ +4               | 1975     | „Petrus 1975.“  |
| II  | Barbara | 1025             | 700        | g′ +4               | 1972     | „Barbara 1972.“ |
| III | Anna    | 845              | 400        | b′ +5               | 1971     | „Anna 1971.“    |